# Jaga Raga
Jaga Raga is een bestuurslaag in het regentschap Lampung Barat van de provincie Lampung, Indonesië. Jaga Raga telt 1097 inwoners (volkstelling 2010).